# Липартов, Дмитрий Викторович
Липартов Дмитрий Викторович (2 апреля 1973, Ленинград, СССР) — российский футболист.

## Биография
Воспитанник футбольной школы «Смена». Профессиональную карьеру начал в клубе «Смена-Сатурн» из Санкт-Петербурга. Команда была сформирована из выпускников «Смены» и представляла город во втором дивизионе страны. По окончании сезона 1992 года клуб завоевал право выступать в Первом дивизионе, но не будучи игроком основы, 19-летний футболист покинул клуб. Липартов играл за «Атоммаш (Волгодонск)» в сезоне 1993 года и за «Кубань (Славянск-на-Кубани)» в сезоне 1994 года.
В 1995 году перебрался в Китай, где играл за шанхайские клубы в чемпионате страны. Вернувшись в Санкт-Петербург в 1997 году, выступал за клуб «Спорт», не имевший профессионального статуса. Состоятся, как футболисту, Дмитрию помогли выступления в чемпионате Эстонии.
В январе 1998 года Липартов переехал из Санкт-Петербурга в соседнюю Нарву, став игроком «Нарва-Транс», за клуб провел больше 10 лет. За этот период вместе с командой становился серебряным призёром в 2006 году и бронзовым в 2005 году, а также обладателем кубка страны в 2001 году. В составе команды из Нарвы выступал на международной арене — в Кубке УЕФА и в Кубке Интертотo. В 2007 году, в 34 года стал лучшим бомбардиром «Мейстрилиги» с 30 забитыми голами.
В августе 2008 перешёл в стан амбициозного новичка высшего дивизиона «Калева» (Силламяэ). С новым клубом Липартов стал серебряным призёром чемпионата 2009 года. Вскоре уже немолодого футболиста стали преследовать травмы, и в 2010 году Липартов практически не выходил на футбольное поле. Потеряв место в основе, российский легионер в январе 2011 отправился в «Лоотус» из первой лиги. Летом того же года вернулся в «Калев», где сыграл свой прощальный матч 23 июля, в этой игре «Калев» разгромил «Таммеку» из Тарту 5:1.